# Knema rigidifolia
Knema rigidifolia är en tvåhjärtbladig växtart. Knema rigidifolia ingår i släktet Knema och familjen Myristicaceae.

## Underarter
Arten delas in i följande underarter:
- K. r. camerona
- K. r. rigidifolia